# MTN Rwanda
MTN Rwandacell Plc appelé MTN Rwanda, est la plus grande entreprise de télécommunications au Rwanda, avec environ 7 millions d'abonnés, représentant 62 % de part de marché, au 30 juillet 2023 .

## Emplacement
Le siège social de MTN Rwandacell Plc est situé au MTN Center, à  Nyarutarama, Kigali, Rwanda. Cet emplacement se trouve dans l'une des banlieues huppées de la ville de Kigali, la capitale nationale du Rwanda . Les coordonnées géographiques du siège social de MTN Rwanda sont 1°56'27.0"S 30°06'13.0"E (Latitude : -1.940833 ; Longitude : 30.103611).

## Aperçu
MTN Rwanda est une filiale du groupe MTN, un groupe multinational de télécommunications connectant environ 232 millions de personnes dans 22 pays d'Afrique et du Moyen-Orient, en 2016 . MTN Rwanda a été créée en 1998 . En 2023, l'entreprise a marqué sa 25e année d'existence en plantant 25 000 plants dans le district de Nyarugenge, dans le cadre de l'ambition de la société mère MTN Group d'atteindre la neutralité carbone d'ici 2040 .

## Référencement
En mai 2021, les actions de MTN Rwanda ont été cotées à la Bourse du Rwanda,. Au 31 décembre 2022, la détention des actions de MTN Rwanda était telle qu'illustré dans le tableau ci-dessous.
| Rang | Nom du propriétaire                   | Pourcentage de propriété | Remarques |
| ---- | ------------------------------------- | ------------------------ | --------- |
| 1    | MTN International (Mauritius) Limitée | 55.0                     | [ 8 ]     |
| 2    | MTN REL (Mauritius) Limitée           | 25.0                     | [ 8 ]     |
| 3    | Investisseurs particuliers            | 20.0                     | [ 8 ]     |
|      | Total                                 | 100.00                   |           |

## Gouvernance
Depuis février 2022, le président de MTN Rwanda est Faustin K. Mbundu, un directeur indépendant non exécutif . Le PDG/directeur général, depuis en janvier 2024, est Mapula Bodibe .